# If U Seek Amy
If U Seek Amy – trzeci singel amerykańskiej piosenkarki Britney Spears pochodzący z jej szóstego studyjnego albumu Circus. Utwór został napisany przez Maksa Martina – autora dwóch innych dzieł piosenkarki, m.in. „...Baby One More Time” i „Oops!... I Did It Again”.
Piosenka została wybrana na trzeci singiel promujący nową płytę dzięki głosom fanów – 26% w ankiecie zorganizowanej na oficjalnej stronie piosenkarki.
Łącznie sprzedano około 1 500 000 egzemplarzy singla.

## Teledysk
Premiera teledysku do piosenki „If U Seek Amy” odbyła się 12 marca 2009 roku na amerykańskim portalu Britney.com o godzinie 11:00 czasu tamtejszego. Reżyserem wideoklipu jest Jake Nava, współpracujący już ze Spears przy teledysku do piosenki „My Prerogative”.
Teledysk rozpoczyna kobieta prowadząca wiadomości, która mówi o wulgarnym tekście piosenki (jest to żart z prowadzącej wiadomości „Kelly’s Court” w stacji FOX, która w identyczny sposób wypowiedziała słowa „If You Seek Amy” i dyskutowała na temat utworu, skłaniając ludzi aby zbojkotowali piosenkę Britney). Później widać Britney śpiewającą w pokoju pełnym półnagich kobiet i mężczyzn podczas imprezy. W następnej scenie Britney tańczy w ciemnej kuchni i śpiewa. Następnie piosenkarka pokazana jest z tancerkami. Kolejna scena to „transformacja” Britney-Amy.
Księżniczka wyglądająca jak „Żona ze Stepford” (lub perfekcyjna pani domu a’la „Gotowe na wszystko”) schodzi po schodach pełnych tancerzy by pod koniec klipu z ciastem w rękach powitać czekających przed domkiem paparazzi.

## Produkcja

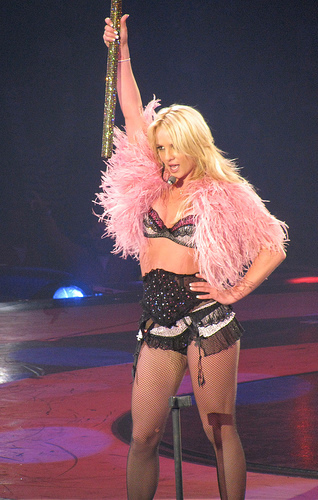
Britney Spears wykonuje utwór „If U Seek Amy” podczas trasy koncertowej „The Circus Starring: Britney Spears”.

- Autorzy: Max Martin, Shellback, Savan Kotecha, Alexander Kronlund
- Producent: Max Martin
- Wokal: Britney Spears
- Pozostałe wokale: Max Martin, Kinnda
- Nagrywany: Seth Waldmann w Conway Studios & Sunset Studios, Los Angeles, CA

## Kontrowersje
Kontrowersje w utworze wywołało jego podwójne znaczenie. Słowa „IF YOU SEEK AMY to fonetyczne odpowiedniki dla kolejnych liter: F-U-C-K ME. Pojawiło się zatem pytanie, czy utwór powinien być nadawany w radio w porach, gdy słuchaczami mogą być dzieci. Sprawa nabrała rozgłosu po interwencji dziennikarki Megyn Kelly, która poruszyła temat w trakcie nadawania programu FOX News, w telewizji FOX. Kwestia wypowiedziana przez dziennikarkę („If-you-seek-Amy. Doesn’t make any sense, does it?”) została wykorzystana w teledysku do utworu.

## Listy przebojów
| Państwo                  | Notowanie (2008/2009)         | Pozycja           | Sprzedaż singla   | Certyfikat        |                   |                   |                   |                   |                   |                   |                   |                   |                   |
| Notowania krajowe        | Notowania krajowe             | Notowania krajowe | Notowania krajowe | Notowania krajowe | Notowania krajowe | Notowania krajowe | Notowania krajowe | Notowania krajowe | Notowania krajowe | Notowania krajowe | Notowania krajowe | Notowania krajowe | Notowania krajowe |
| ------------------------ | ----------------------------- | ----------------- | ----------------- | ----------------- | ----------------- | ----------------- | ----------------- | ----------------- | ----------------- | ----------------- | ----------------- | ----------------- | ----------------- |
| Stany Zjednoczone        | U.S. Billboard Hot 100        | 19                | 1,000,000+        | Platyna           |                   |                   |                   |                   |                   |                   |                   |                   |                   |
| Brazylia                 | Brazylia Singles Chart        | 1                 |                   |                   |                   |                   |                   |                   |                   |                   |                   |                   |                   |
| Kanada                   | Canadian Hot 100              | 13                |                   |                   |                   |                   |                   |                   |                   |                   |                   |                   |                   |
| Australia                | Australian ARIA Singles Chart | 11                | 35,000+           | Złoto             |                   |                   |                   |                   |                   |                   |                   |                   |                   |
| Turcja                   | Turkey Top 20 Chart           | 6                 |                   |                   |                   |                   |                   |                   |                   |                   |                   |                   |                   |
| Nowa Zelandia            | New Zealand Singles Chart     | 17                |                   |                   |                   |                   |                   |                   |                   |                   |                   |                   |                   |
| Szwecja                  | Swedish Top 60 Singles        | 13                |                   |                   |                   |                   |                   |                   |                   |                   |                   |                   |                   |
| Irlandia                 | Irish Singles Chart           | 11                |                   |                   |                   |                   |                   |                   |                   |                   |                   |                   |                   |
| Wielka Brytania          | UK Singles Chart              | 14                |                   |                   |                   |                   |                   |                   |                   |                   |                   |                   |                   |
| Dania                    | Danish Singles Chart          | 23                |                   |                   |                   |                   |                   |                   |                   |                   |                   |                   |                   |
| Notowania Międzynarodowe |                               |                   |                   |                   |                   |                   |                   |                   |                   |                   |                   |                   |                   |
| Świat                    | United World Chart            | 18                | 1.500.000         |                   |                   |                   |                   |                   |                   |                   |                   |                   |                   |
| Europa                   | European Hot 100              | 44                |                   |                   |                   |                   |                   |                   |                   |                   |                   |                   |                   |

### United World Chart[5]
| Pozycja (Sprzedaż tygodniowa) | 36 (73,000) | 33 (81,000) | 28 (89,000) | 20 (100,000) | 22 (100,000) | 18 (100,000) | 21 (108,000) | 19 (110,000) | 22 (103,000) | 30 (96,000) |
| Sprzedaż całkowita            | 73,000+     | 154,000+    | 243,000+    | 343,000+     | 443,000+     | 543,000+     | 651,000+     | 761,000+     | 864,000+     | 960,000+    |
| Tydzień                       | 11          | 12          | 13          | 14           | 15           | 16           | 17           | 18           | 19           | 20          |
| Pozycja (Sprzedaż tygodniowa) | 24 (94,000) | 24 (92,000) | 27 (85,000) | 33 (76,000)  | -            | -            | -            | -            | -            | -           |
| Sprzedaż całkowita            | 1,054,000+  | 1,146,000+  | 1,231,000+  | 1,307,000+   | -            | -            | -            | -            | -            | -           |